# زنبق‌های درازگلبرگ
زنبق‌های درازگلبرگ (نام علمی: Iris ser. Longipetalae) نام یک series از زیرسرده زنبق‌های دریاچه‌ای است.